# Ford (Grenada)
Ford ist eine Siedlung im Parish Saint Andrew an der Ostküste von Grenada.

## Geographie
Die Siedlung liegt in der Grenville Bay, nur wenige hundert Meter nördlich von Soubise. Sie ist ein Vorort von Grenville.
Im Westen liegt Harford Village.

## Klima
Das Klima ist tropisch heiß.